# 受教育权
受教育权被认为是一种人类权利并被理解为一种自由的权利，明确了对儿童进行初级教育、对所有儿童推广中等教育的义务、平等接受高等教育的权利以及对未接受过完整初级教育的个体进行基础教育的义务。除了这些规定个体受教育的权利和义务之外，受教育权内容还包括消除各级教育系统内的歧视、建立最低标准以及提高教育质量。
受教育权规定在《世界人权宣言》中的第26条以及《经济、社会及文化权利国际公约》中的第14条中， 在1960年教科文组织的反教育歧视公约中、欧洲人权公约第1号议定书以及1981年的消除對婦女一切形式歧視公約中得到重申。
受教育权在《欧洲人权公约 第1號議定書第2條 - 受教育之權利》以及很多国家的宪法中都有相关规定，例如：比利时宪法（原第17条，现第24条）以及荷兰宪法（第23条）

## 定义

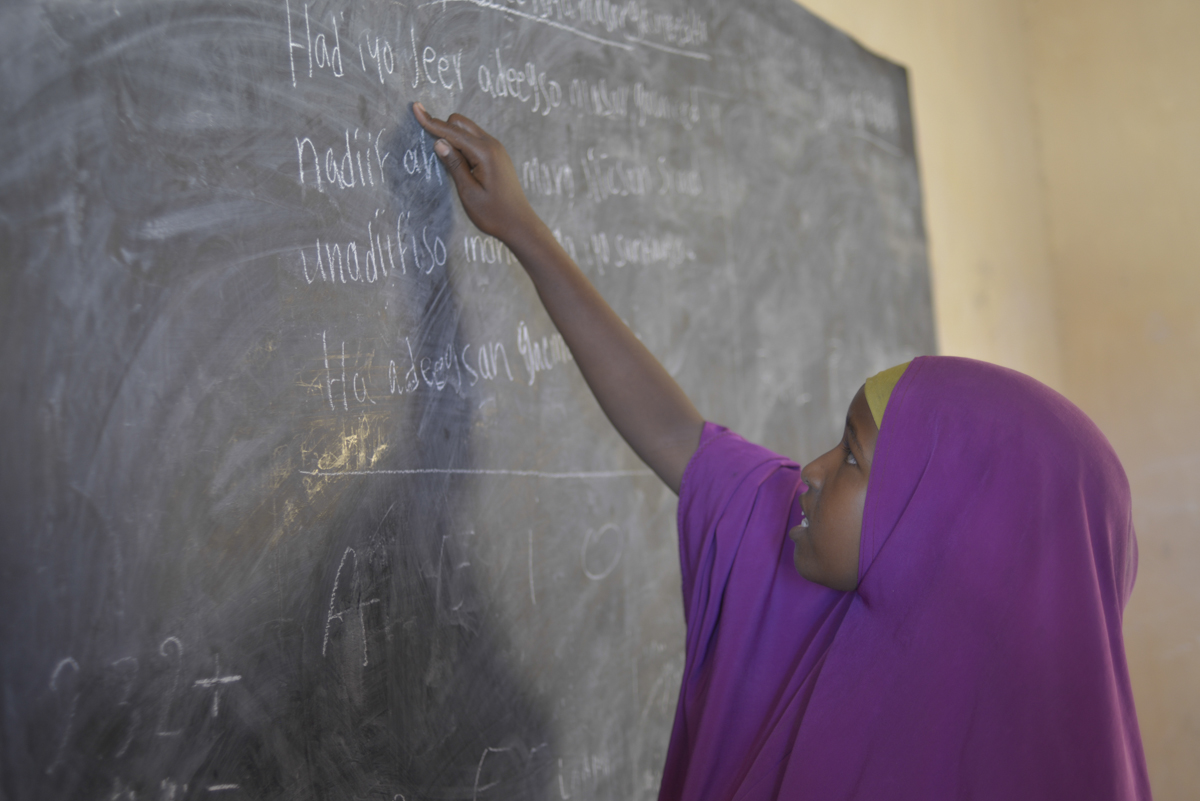
摩加迪沙的女学生

狭义的教育是指正规教育机构提供的教学活动。一般来说，国际条约使用的并被国际人权说明保护的教育含义亦主要为这个含义。1960年教科文组织在《反教育歧视公约》中的第1（2）条对教育定义为：“所有类型以及等级的教育、（包括）参加教育、教育的标准和质量以及所给予教育的条件”。

广义上的教育则可以表述为：“人类团体为了自身生存对其接任者进行的知识、技能以及道德规范等知识进行的教育内容”。 在这个意义上的教育是指向后代传授能够满足日常生活、社会生活、文化生活、精神生活的需要及具体社区的哲学价值的技能。广义教育的含义在1974年教科文组织的对于国际共识、合作、和平以及与人权和基本自由相关的教育的教育内容建议中的第1（a）条中进行了重申。该条款指出，教育意为： 

“个人及社会团体为了实现国家以及国际社会的利益而对自身进行的所有关于个人能力、态度、能力倾向以及知识的教育，并依次所进行的所有社会活动的总称”

欧洲人权法庭定义的狭义教育为“在知识传授及知识产权发展中特定的教学或说明等活动”，广义教育为“在所有社会中，成人对年轻人进行的关于他们的信仰、文化以及其他价值观的传授所进行一切活动”。

## 受教育权的落实
受教育权的落实可以依照4A框架进行评估，该框架指出受教育成为一种有意义的权利应当是可用的（available）、可参与的（accessible）、可接受的（acceptable）、可适应的（adaptable）。这个4A框架最初是由前联合国受教育权特别报告员卡特里娜·托马斯夫斯基发展并提出的，但并不必须是使用在每个国际人权说明中的标准，当然也不是国家法律规定受教育权的通用方针。
4A框架建议作为首要责任的承担者的政府需要依据可用的（available）、可参与的（accessible）、可接受的（acceptable）、可适应的（adaptable）教育的标准，尊重、保护及落实受教育权利。这个框架同时明确了在教育过程相关利益者的责任：作为受教育权的主体的儿童、作为‘第一施教者’的父母以及职业教师，义务教育是他们应得权利及义务。
4A框架在下列书籍中进行了进一步的阐述：
- 可用性 – 教育应为政府资助的、通用的、免费的及义务的。应当有专门的基础设施和设备以及提供给学生的足够的教材和材料。用于教育的建筑物必须符合安全及卫生标准，如使用洁净的饮用水。保证积极的招聘工作、适宜的培训工作以及合适的管理办法，以确保每一所学校都有足够的合格教师。 [6]
- 可参与性 - 所有儿童都应当平等的享有进入学校的权利，无论其性别、种族、来自的地区或社会经济地位。应作出相关努力以确保被边缘化的群体同样享有受教育权，包括儿童难民、无家可归者或行动不便者。不应对任何学生存在任何形式的隔离、禁止参与的行为。这其中包括建立相关法律确保禁止童工或剥削等的存在，从而可以是儿童接受初级或中级教育。学校必须设置在社区中，距离必须在儿童所能接受的合理的范围内，另外，还需向上学儿童提供运输方面的便利，尤其是对生活在农业区的儿童，确保到学校之间的道路是安全和便利的。 接受教育的费用应当是对所有人来说是可以承担的，包括提供给学生的课本、用具以及制服不应包含其他附加费用。[6]
- 可接受性 - 所提供的教育过程当中不应当存在歧视，应当适于所有学生，包括文化上。学生们不应被强迫接受任何宗教或思想的观点。教学方法应当是有目标性的并且是公平中立的，所使用的材料应当反应宽广的思想以及信仰。在学校期间应保证学生的健康和安全，包括禁止各种事实上的体罚。应当对教员及教师的任教资格进行监督和考察。[6]

- 可适应性 - 教学计划应当是灵活的并且可以随着社会情况的变化及社会需要进行调整。学校应当尊重宗教节日和文化节日，使学生感到被接纳，对于出现暂时不便的学生应给足够的照顾。[6]

很多国际上的非政府组织和慈善组织正在依据发展基本权利计划来努力工作实现人民受教育的权利。

## 受教育权的发展
在欧洲，在十八世纪及十九世纪的文化启蒙之前，家长们和教会承担着教育的责任。随着法国和美国革命，教育被作为一项公共功能建立起来。国家如果作为一个能够在教育领域中扮演更为重要的角色，将更有助使教育对于所有人更可用及可参与。教育此时主要为上层社会阶级享有，公共教育的出现被普遍认为是这两次大革命的主要功绩。
然而，无论是《独立宣言》（1776年）还是《人权宣言》（1789年），其中保护的受教育权还仅为人类权力的自由概念，在十九世纪，仍然是家长保有对他们的子女进行第一教育的权利。国家必须确保家长能够承担起这份责任，并且，许多国家都已立法的形式确立的学校的义务教育角色。同时儿童劳工法也获确立，用于规定每天儿童工作的小时数量，以确保儿童能够进入学校学习。国家也开始介入课程的编制和规定的工作中并建立了最低的教育标准。
在《论自由》中，约翰·斯图尔特·密尔写到：“如果教育系统真的存在的话，那么由国家建立和控制的教育系统应作为众多的竞争性实践中的一例而存在，这些实践都肩负着一个目的，那就是努力成为其他实践的标杆并刺激其他实践的发展，从而共同达到一个完美的标准。”十九世纪的自由思想家们指出，在教育范畴内的过多的国家干预是有危险的，这些危险体现在依靠国家干预来削弱教会的控制以及从家长手中夺回对其子女的教育权。在十九世纪后半期，受教育权被规定进了国内人权法案。 1849年的《保罗教堂宪法》 -- 德意志帝国宪法对后来的欧洲宪法产生了极大的影响，它在其权利法案中的第152至158条中规定了受教育权。这部宪法确认了教育是独立于教会的，是一项国家功能。在当时值得一提的是，这部宪法宣布了穷人应自由接受的权利，但它并没有明确提出应有国家来负责建立教育设施。另外，这部宪法保护了公民建立并管理学校、推广家庭式教育的权利。这部宪法还规定了科学以及教育的自由，这一点保证了所有人为了教育事业选择职业培训权利。
十九世纪同时出现了社会学理论，这个理论明确了国家的首要任务是通过政府干预和调节保证国家社会的经济和社会的良好状态。社会学理论指出了社会成员个体对于国家提供的基本福利充满了抱怨，教育正式这些福利权利中的一个。这在当时是与自由理论相悖的，该理论指出在教育的首要推广中，不应存在国家角色。社会学家的简介被记录在1936年的《苏联宪法》中，该部宪法是第一部确定依照国家相应的法律行使受教育权来推广教育的宪法。这部宪法保证了对所有阶层实行免费义务教育，以及一套在国家企业中进行学习和职业教育的国家系统。随后，受教育权在社会主义国家中被广泛提及。. 作为一个政治目标，富兰克林·德拉诺·罗斯福在他的1944年的关于《第二人权法案》的演讲中提到了受教育权。

## 实施
国际法并没有相关于学龄前教育的保护内容，国际文件一般都忽略了这一阶段的教育内容。 世界人权宣言指出每一个人都有受教育的权利，因此，这个权利适用于每一个个体，而儿童则应为主要对象。
受教育权分为三个阶段：
- 初级教育（基础教育）：对所有儿童应为免费的、义务的，对他们的国籍、种族、出生地或其他方面不应存在任何歧视。在经济、社会及文化权利国际公约中规定：国家必须提供两年内的免费初级教育。
- 中等教育（世界人权宣言中称为初级技术、职业教育）必须是可用的和可接受的。
- 高等教育（大学阶段）应该视能力进行推广，即任何达到教育标准的人应该可以进入大学学习。

中等教育和高等教育应采用任何适当的方式达到可接受性，并且应逐步实现免费教育。世界上，只有日本宣布实行免费的中等教育及高等教育。

### 国家的角色
在当今，教育被认为是一项重要的国家功能，主权国家被视作教育推广的主要责任者，为教育分配大量的预算资源以及对教育系统进行调节和推广。1966年的经济、社会及文化权利国际公约明确了国家在落实受教育权过程中所扮演的重要角色。按照传统，家长承担着对其子女进行教育的责任，然而考虑到教育系统的风险，家长在这其中的角色被削弱了。为了充分落实受教育权，“全体受教育世界宣言组织”在1990年的“全体受教育世界会议”中指出：“政府组织及非政府组织之间的合作、私人机构、当地社团、宗教团体以及家庭”都是必须的。

### 义务教育
国家水平上的受教育权的实现可以通过考察义务教育或义务初级教育的实现水平来进行，这一点在世界人权宣言和经济、社会及文化权利国际公约中都有提及。